# Tumba de Cecilia Metela

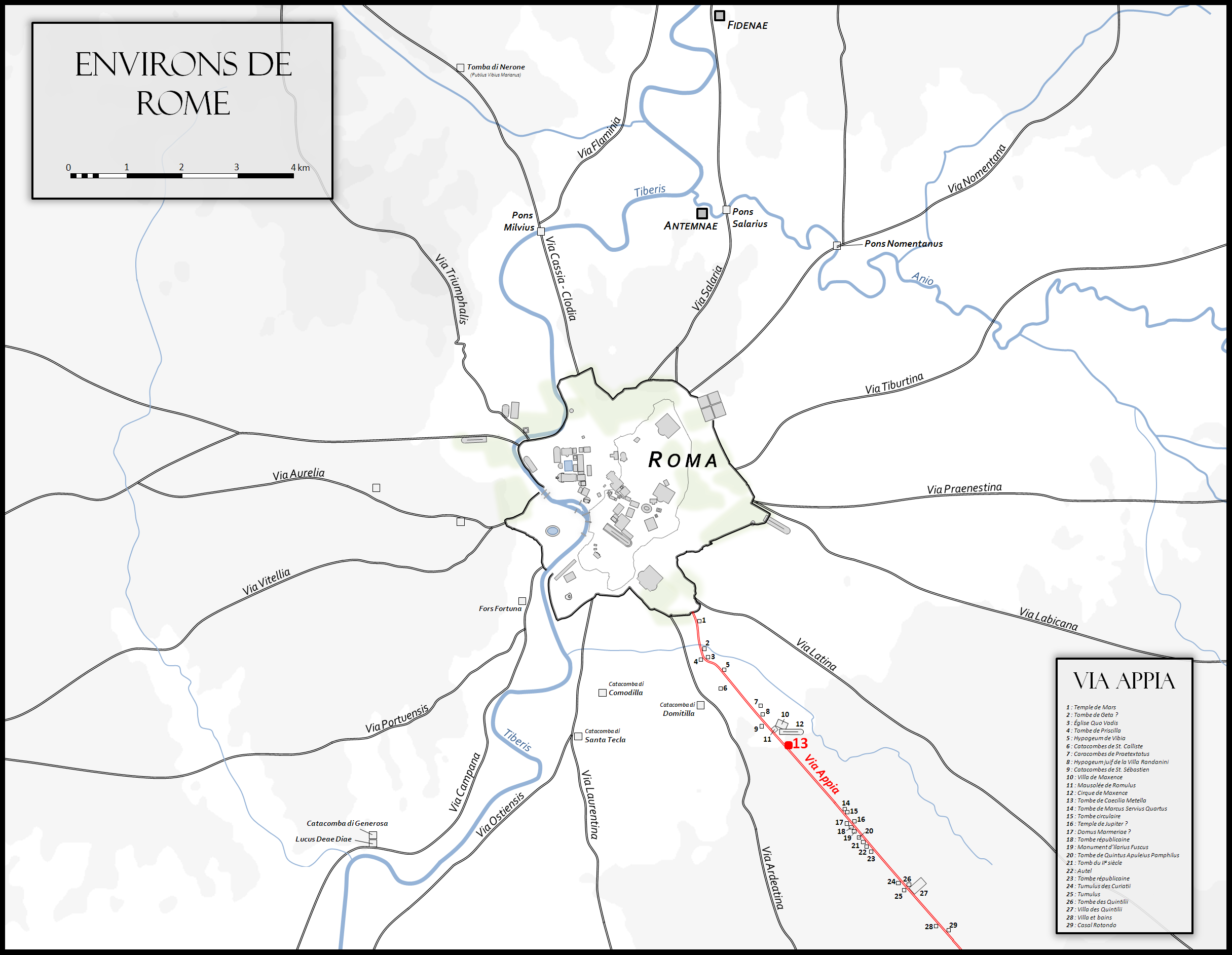
Tumba de Cecilia Metela, fuera de las murallas aurelianas, a lo largo de la Vía Appia (n.º 13 en el mapa).

La tumba de Cecilia Metela (en italiano: Tomba di Cecilia Metella o Mausoleo di Cecilia Metella) es un mausoleo ubicado en las afueras de Roma en la Vía Apia. El mausoleo fue construido en la segunda mitad del siglo I a. C. para honrar a Cecilia Metela, hija de Quinto Cecilio Metelo Crético, cónsul en el 69, y esposa de Marco Licinio Craso, que sirvió bajo Julio César y era hijo del famoso triunviro, con su mismo nombre, Marco Licinio Craso. El mausoleo probablemente fuese construido entre el 30-10 a. C. por su hijo, también con el mismo nombre, que su padre y abuelo, Marco Licinio Craso.
Constituye un continuum arqueológico con el Castrum Caetani, incorporándose al mismo en 1303, del que aún se conservan muchos restos. La Tumba de Cecilia es uno de los monumentos más conocidos y mejor conservados a lo largo de la Via Appia y un sitio turístico popular. Su aceptable conservación es debida a su conversión en fortaleza. En 2013, el circuito arqueológico de las Termas de Caracalla, Villa de los Quintili y esta tumba fue el vigésimo segundo lugar más visitado de Italia, con 245.613 visitantes y un ingreso bruto total de 883.344 €.

## Descripción
Situada en la cima de una colina a lo largo de la Via Appia, desde donde se domina el paisaje, la tumba posee un tambor cilíndrico o rotonda que termina con un techo abovedado, construida sobre un podio cuadrado en opus caementicium (hormigón romano) con el Castrum Caetani adyacente a su parte trasera. El podio cuadrado tiene 8,3 m de altura con el tambor cilíndrico de 12 m. El monumento en su totalidad tiene una altura de 21,7 metros. El diámetro del tambor circular es de 29,5 m, equivalente a 100 pies romanos.
El monumento original consistía en el edificio circular que aún se mantiene en pie, instalado sobre una base cuadrangular de obra de cemento. El tambor que contenía la cámara funeraria, de unos 30 metros de diámetro y 39 metros de alto con almenas, estaba completamente cubierto con bloques de travertino, presumiblemente rematado en una pequeña cúpula, que ya no existe pero aún se evidencia por un anillo de bloques de travertino, y desde el indicación Monumentum peczutum - es decir, monumento 'puntiagudo' - con el que fue descrito en el siglo XI [3].
En el exterior del monumento se puede ver una inscripción que dice "CAECILIAE |Q·CRETICI·F | METELLAE·CRASSI," que significa 'Para Cecilia Metela, hija de Quinto Crético, [y esposa] de Craso'. Más arriba del monumento, se pueden ver decoraciones que representan festones y bucráneos, cabezas de toro, que fueron la inspiración para que el área se denomine Capo di Bove, que significa "Cabeza de bovino". En lo alto del monumento se pueden ver almenas medievales de la época en que la tumba se utilizó como fortaleza.
En la parte trasera, el castillo fortificado de la familia de los Caetani, adyacente a la tumba. Se conserva sobre todo la residencia señorial, que originalmente tenía tres niveles: el del suelo, primer nivel y segundo nivel. Se desconoce para qué se usaba el segundo nivel, pero el primer piso se utilizaba para los caballeros de élite, como lo demuestran las chimeneas y los elementos refinados del interior. El castillo ahora es utilizado para exhibir diversos materiales hallados en la zona.

## Mausoleo

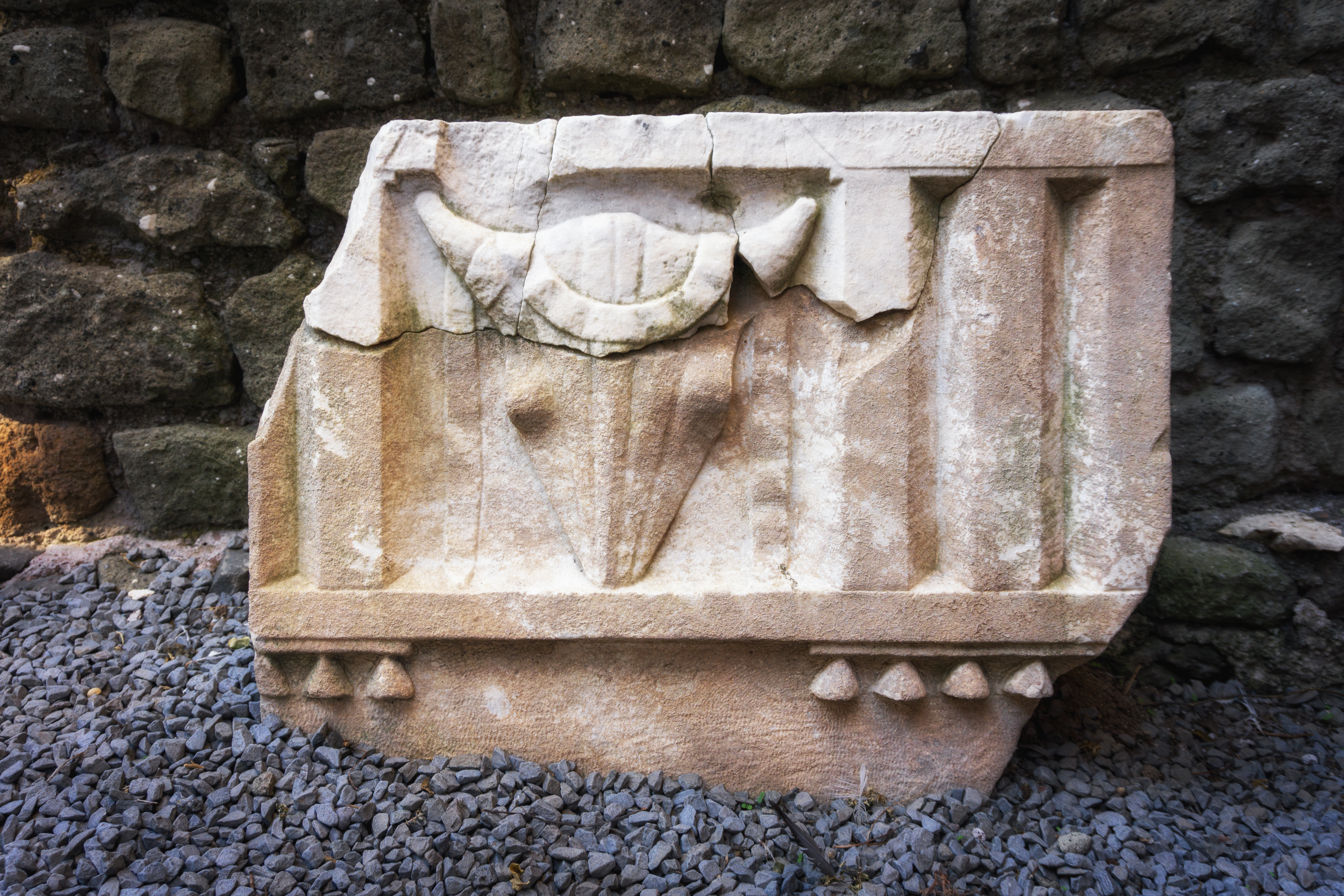
Tumba de Cecilia Metella, bucranio.

### Estructura
Los cimientos de la tumba descansan parcialmente sobre roca de toba y parcialmente sobre roca volcánica. La roca de lava es parte del antiguo flujo de lava de los montes Albanos que cubrió el área hace 260.000 años.
El núcleo del podio se fundió con varias capas de hormigón romano, de 0,7 a 0,85 m de espesor. El grosor de cada capa se corresponde con la altura de los bloques de revestimiento de travertino que rodeaban el podio, ya que el travertino se utilizó como marco para ayudar a formar las capas de hormigón.
La rotonda se construyó de la misma manera, bloques de travertino en la sección más externa con cemento vertido en medio para darle algo de estructura al hormigón y luego se cubrió con un revestimiento de travertino, la mayor parte del cual ya no está. Si bien las paredes de la torre tienen 7 m de espesor, comparativamente, el castillo de los Caetani estaba construido con una pared delgada de toba.
Originalmente, la parte superior del monumento habría sido un montículo de tierra en forma de cono, ya que las formas cónicas eran comunes en las rotondas romanas, pero el montículo de tierra fue reemplazado hace mucho tiempo por almenas medievales.
El hormigón romano estaba formado por mortero semilíquido y áridos, que consistía en trozos de piedra o ladrillos rotos. Los áridos estaban formados por piezas de piedra bastante grandes (aproximadamente del tamaño de un puño) en comparación con el cemento moderno que se muele finamente para crear una superficie lisa y plana. El mortero y el hormigón se alternaron en la construcción ya que el mortero semilíquido uniría las piezas de piedra. El mortero utilizado en esta tumba utilizó la roca de lava debajo del monumento como sustituto de la arena para el hormigón. La roca de lava funcionó tan bien como la arena y era más abundante que la más difícil de encontrar arena.

### Interior
El interior de la tumba de Cecilia Metela se puede dividir en 4 secciones: la cella, los corredores superior e inferior y el compartimento oeste. La más importante es la cella que fue utilizada como cámara funeraria.
Se penetra en la tumba por un estrecho corredor que conduce a la cella, en forma de eje vertical que se eleva hasta el centro tanto del podio como de la rotonda (techo abovedado). La cella tiene aproximadamente 6,6 m de diámetro en la parte inferior, pero se estrecha a medida que se eleva a 5,6 m de diámetro en la parte superior, donde presenta un óculo que permite la entrada de luz. A lo largo de la cella, hay más de 143 perforaciones en los muros, divididos en 12 filas de 10 a 14 cada una, que se utilizaron para insertar soportes de madera durante la creación del monumento.
Se cree que los corredores superiores son la entrada principal a la cella.

### Exterior
La parte superior de la rotonda está decorada mínimamente con un friso de mármol de bucráneos, cabezas de buey y guirnaldas. Debajo del friso está la famosa inscripción "CAECILIAE |Q·CRETICI·F | METELLAE·CRASSI".
Las decoraciones eran muy populares en altares funerarios y ofrendas votivas y el ejemplo más famoso se identifica en el friso de cráneos de buey tallados y festones en el interior de la cerca. Se pueden distinguir tres tipos de cabezas de toro: cabeza de bovino completa, cráneo de toro pero todavía cubierto de piel y cráneo esquelético completo. La inclusión del cráneo desnudo es indicativo de la terminación del uso del cráneo de toro completo y el cráneo con piel se daba alrededor del 30 a. C. La inclusión de las diferentes formas de cabezas de toro permite fechar aproximadamente la época de las construcciones, comparando monumentos conocidos con fechas ciertas. Así, las formas de las cabezas de toro y las guirnaldas indican y verifican el momento de la creación de los monumentos, estudiando los cambios en la decoración romana de las cabezas de toro.

### Sarcófago
Hoy en día, existe un sarcófago de mármol ubicado en el Palazzo Farnese que supuestamente proviene de la esta tumba. Según fuentes literarias, se había encontrado en la cella y había estado allí desde antes de la construcción del castillo de los Caetani. Sin embargo, no existen evidencias definitivas que verifiquen que el sarcófago sea el de Cecilia Metela y muchos historiadores creen que el sarcófago no pertenece al monumento y se encontró en el área circundante del mausoleo.
Recientemente, el sarcófago fue objeto de un estudio detallado y el autor de este estudio ha fechado el sarcófago entre loa años 180 y 190. Otras evidencias posteriores que sugieren que no era el sarcófago de Cecilia Metela son que, en el momento de su muerte, la costumbre era la cremación, por lo que se podría esperar encontrar en la cella una urna funeraria y no un sarcófago. Adicionalmente, los registros de 1697 de la Colección Farnese indican que el sarcófago se registró sin una procedencia especificada que lo indicase. Ya en ese momento, los historiadores no estaban seguros de la relación entre el sarcófago y la tumba.

## Castrum

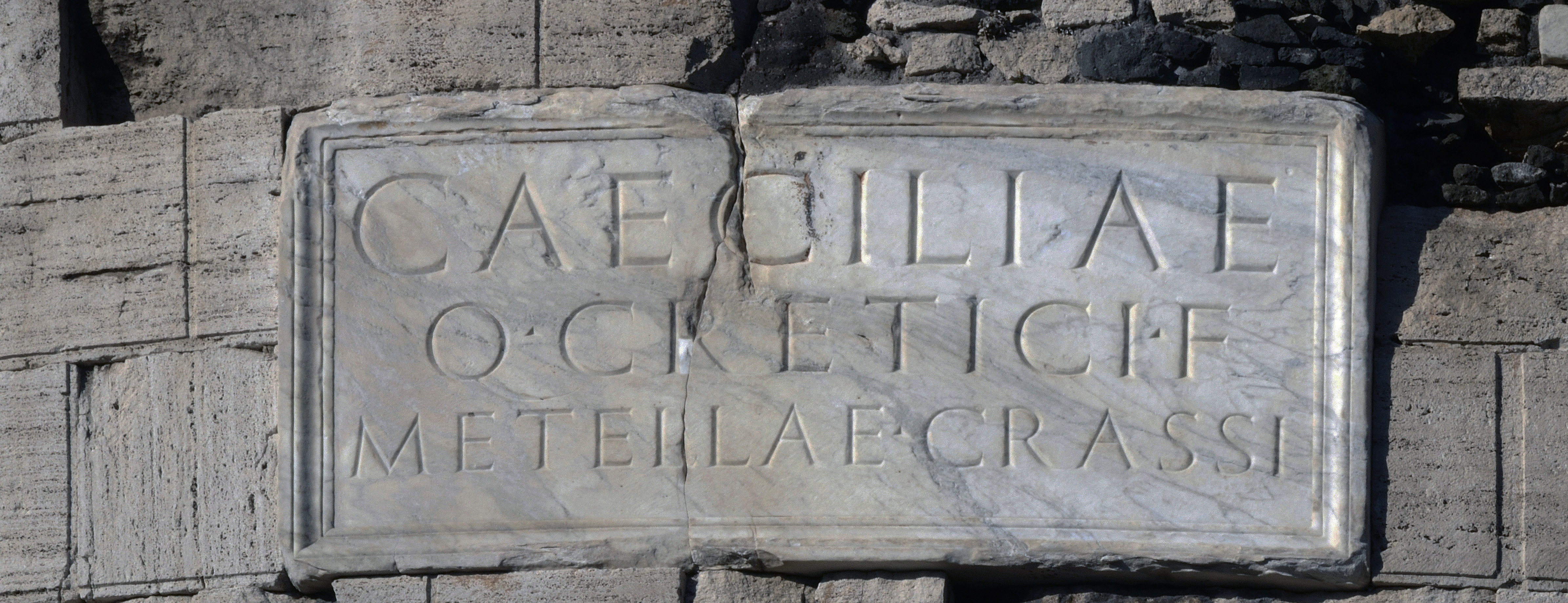
Inscripción en la fachada.

Entre 1302 y 1303, la familia Caetani, o Gaetani, ayudada por el papa Bonifacio VIII, compró la finca de Capo di Bove, que era todo el terreno que rodeaba e incluía a la Tumba de Cecilia Metela, y construyó una fortificación o castrum, junto a la tumba, sustituyendo a un edificio anterior al siglo XI.
La construcción del castrum, un auténtico poblado fortificado, incluía establos, casas, almacenes, la iglesia de San Nicolás y el palacio de los Caetani, además de añadir almenas medievales en ladrillo a la parte superior de la tumba, transformándola así en un torreón defensivo. Lamentablemente, los restos de las construcciones de los Caetani solo incluyen actualmente a la iglesia, partes del palacio y las almenas.
Los Caetani utilizaron la fortificación para controlar el tráfico, cobrando peajes exorbitantes a los viajeros que llegaban por la Vía Apia. En el siglo XIV, el castillo pasó a los Savelli y a los Orsini, que lo mantuvieron hasta 1435. Después pasó a ser propiedad del Senado romano. Para Gerding, el monumento fue abandonado en 1485.
A lo largo de los siglos, los dos monumentos soportaron numerosos intentos de demolición para reutilizar sus materiales. Sin embargo, los dos monumentos acabaron protegiéndose mutuamente. Durante el Renacimiento, los monumentos se salvaron porque fueron valorados por el castrum mientras que durante el Romanticismo, la tumba, con su encanto, permitió la supervivencia del castrum.

## Galería

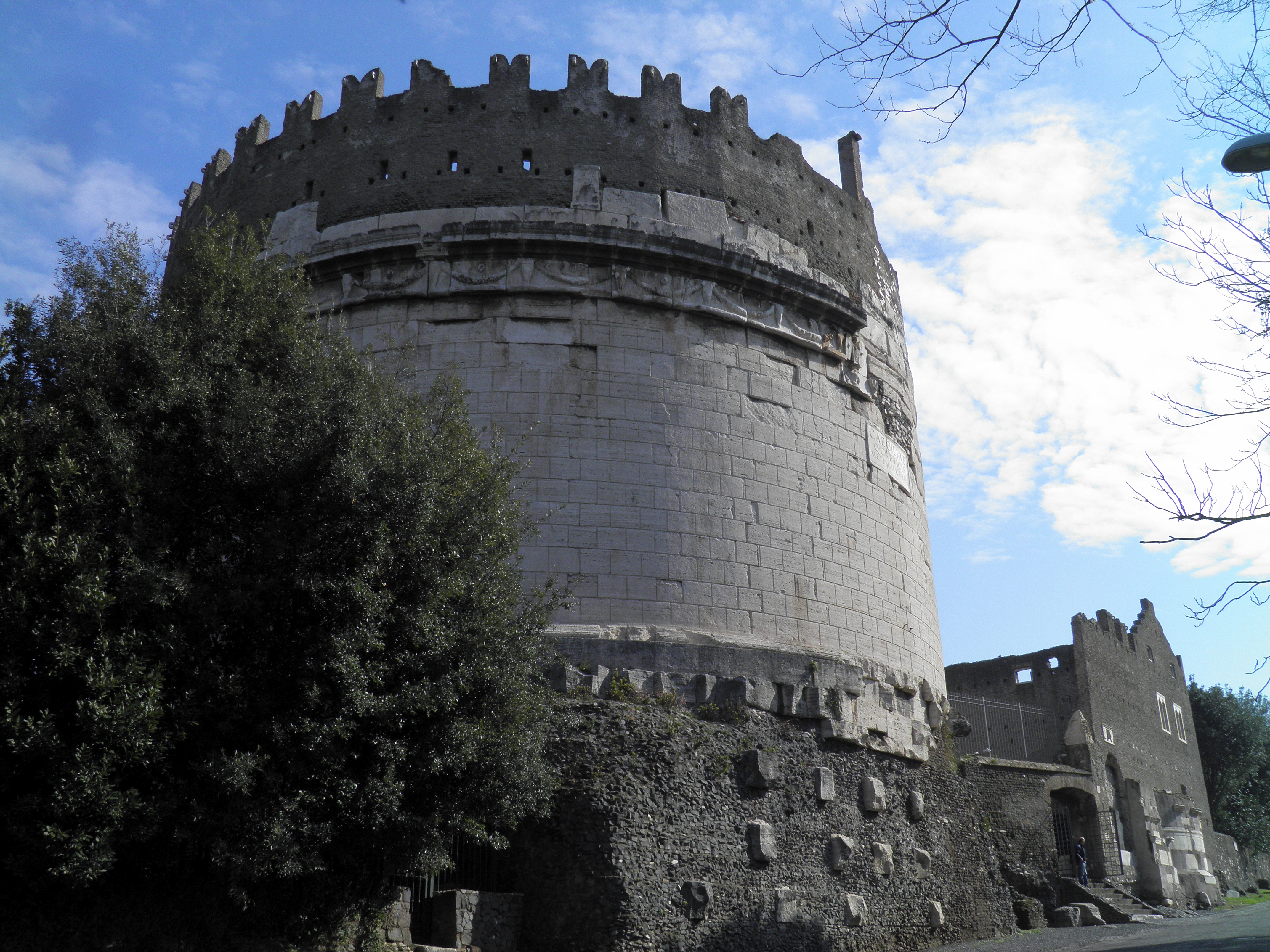
Exterior
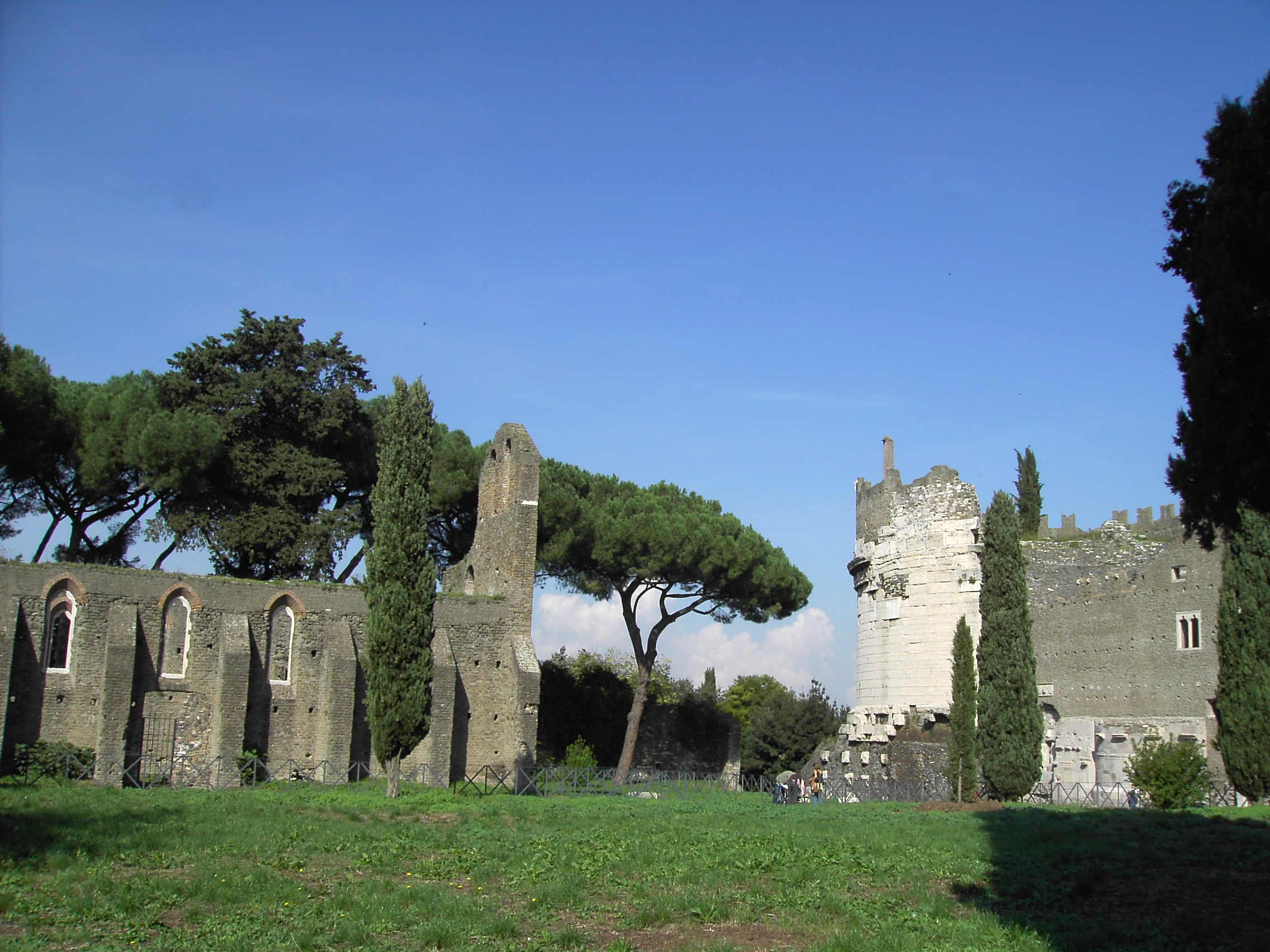
Ruinas de la iglesia de San Nicolás
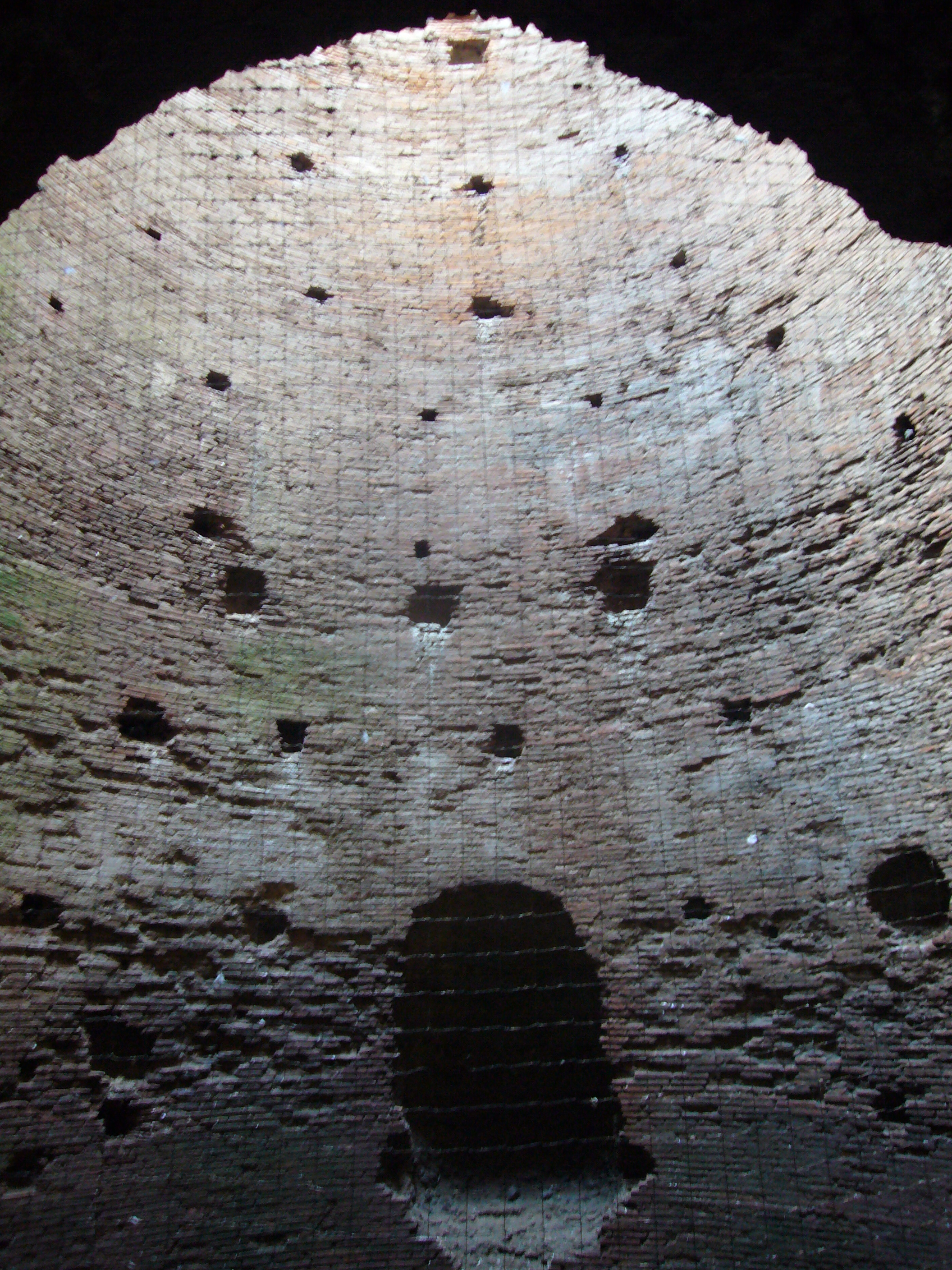
Dentro de la cella
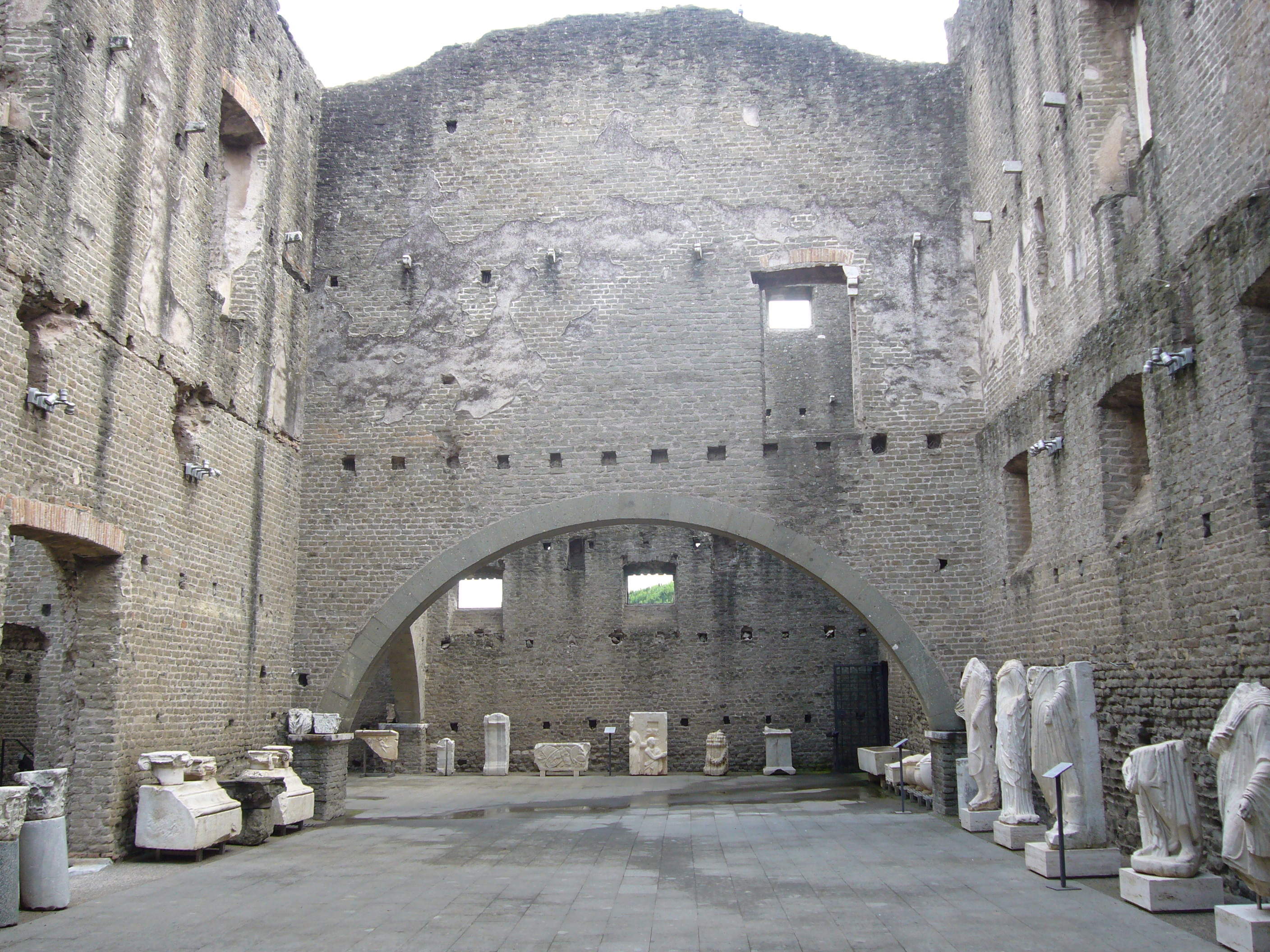
Castillo de los Caetani
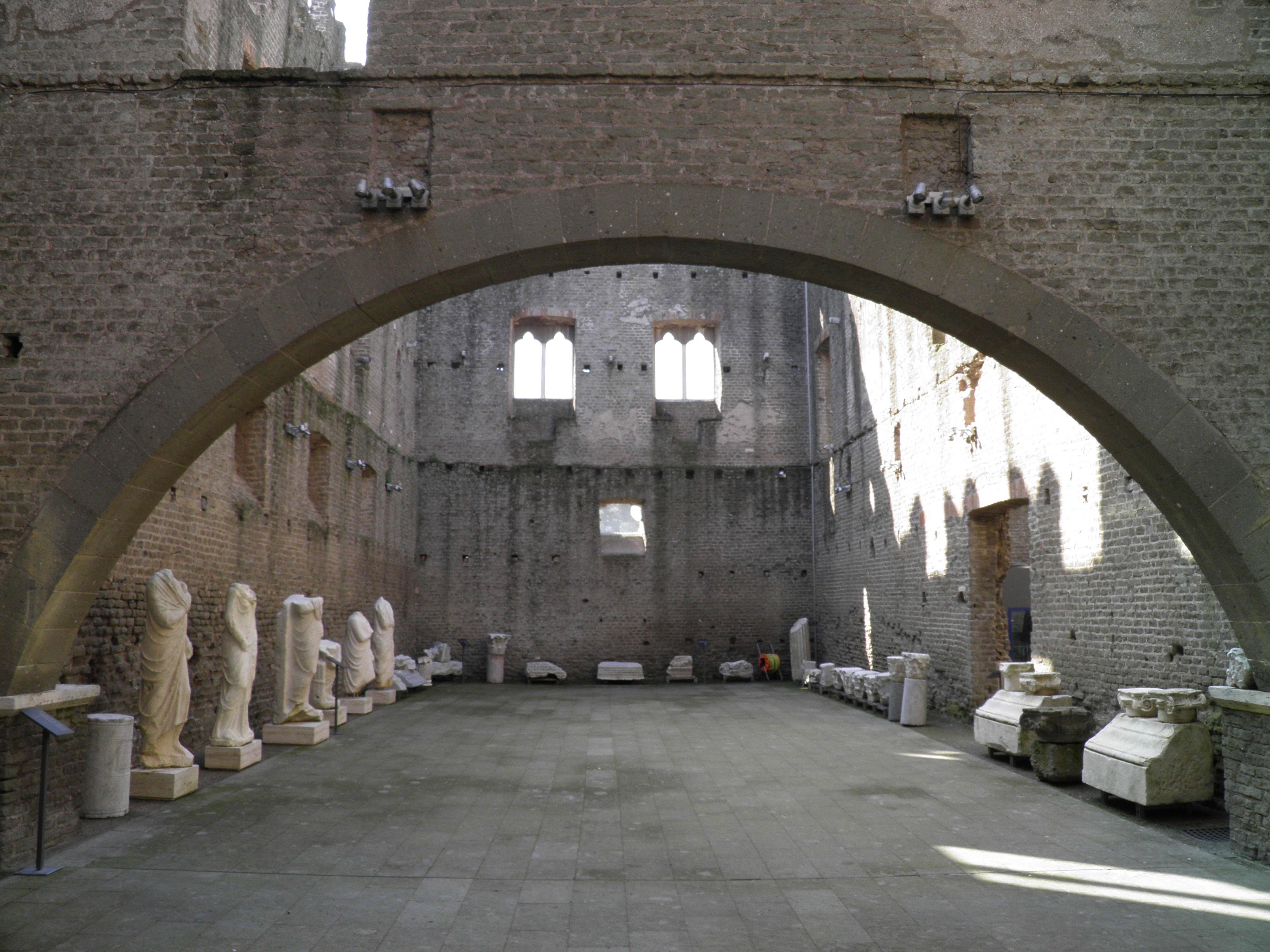
Castillo de los Caetani
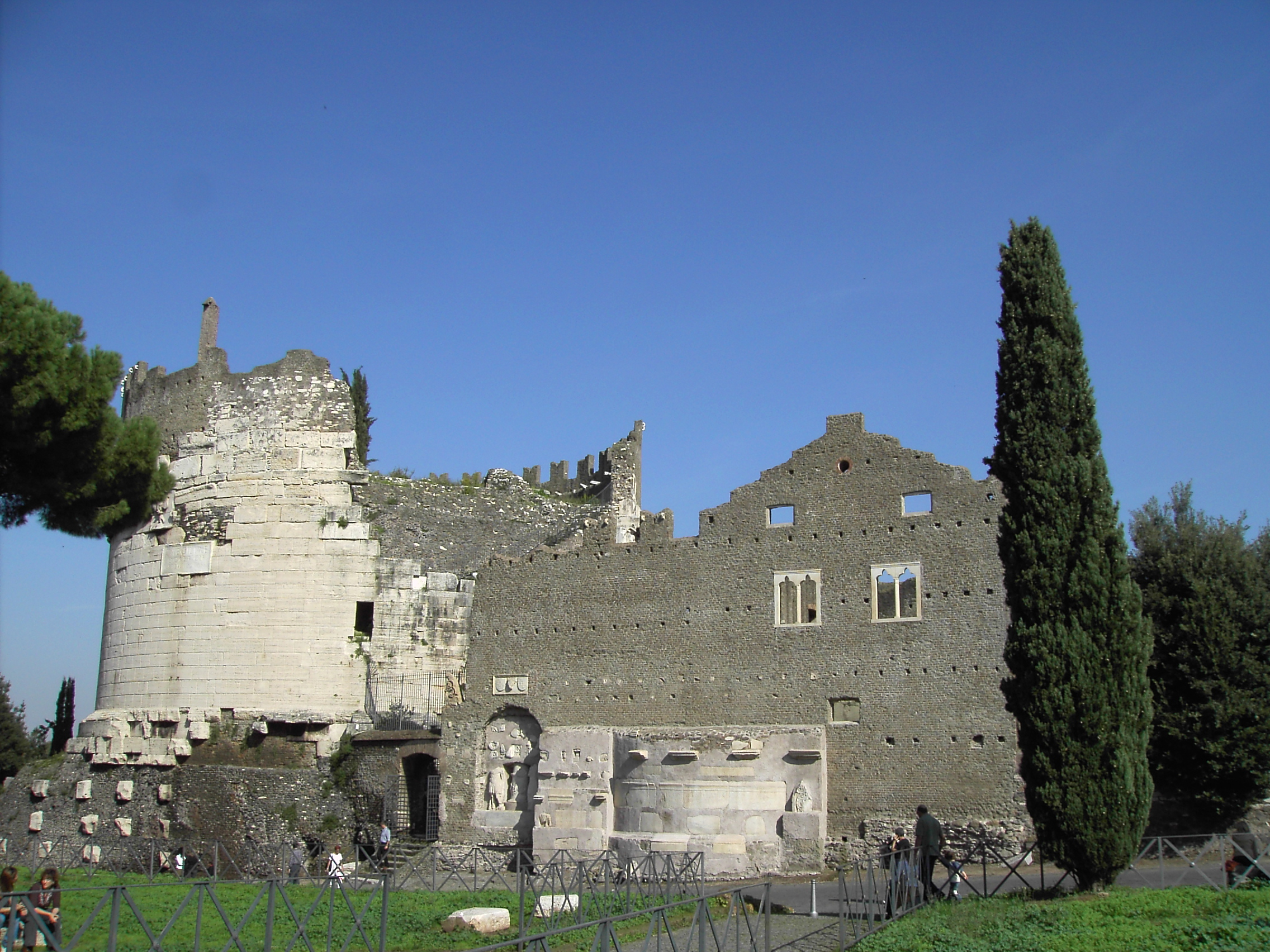
Parte posterior de la tumba y el castillo